# Iwashiroite-(Y)
La iwashiroite-(Y) è un minerale.